# ВК Град (Белоградчик)
ВК „Град“ (Белоградчик) е волейболен клуб от град Белоградчик, създаден през 2004 година.

## История
Историята на волейбола в Белоградчик започва още в средата на миналия век. През 1956 – 57 година девическия отбор на Белоградчишката гимназия се класира на V място на републиканско първенство, а младежите на училището през 1965 година заемат IV място на републиканското първенство във Велико Търново.
През 1961 година отборът по волейбол на Белоградчик влиза за първи път в Северната „Б“ републиканска волейболна група. Вследствие усърдието, ентусиазма и отдадеността на играта не закъсняват и успехите. Отборът на Белоградчик традиционно заема призови места в крайното класиране, а от 1970 до 1974 година той се състезава в „А“ волейболна група. Друг сериозен успех на представителния мъжки волейболен отбор е участието му в международен турнир в Италия през 1986 година, в градовете Таранто и Каросино. Там отборът на Белоградчик представя „Б“ отбора на България. На проведения турнир в Каросино от 8 отбора белоградчичани са първи и печелят 17- килограмовата купа. Отзиви за срещата има във вестник „Газета де ла спорт“. През годините отборът на Белоградчик мери сили като равен с равни, а често пъти е бил и по-добър от отборите на окръжни центрове като Добрич, Русе, Габрово, Плевен и други.
Но от 1991 до 2004 година нещата във волейбола замират, до учредяването на ВК „Град“.
Най-големите успехи в новите страници на волейбола записва треньорът Красен Христов. През 2012 година на републиканско ученическо първенство, проведено в Етрополе, с участието на първите 10 отбора на страната, отборът на СОУ „Хр. Ботев“ завоюва бронзови медали, като побеждава отборите на Сливен, Шумен и „Виктория-Волей“ Пловдив. Това е най-големият успех в колективните спортове, завоюван някога от белоградчишки отбор. През април 2015 година в Благоевград ВК „Град“ участва в плейофната четворка за участие в „А“ волейболна група. За съжаление не печели място при професионалистите, но отборът остава на II място от 22 отбора в „А“ националната група, което също е забележителен успех.От сезон 2015 – 2016 ВК Град (Белоградчик) е редовен участник във втория ешелон на българското първенство по волейбол Висшата лига.

## Класиране по сезони
| Сезон     | Шампионат           | Шампионат | Шампионат | Шампионат | Шампионат | Шампионат | Шампионат | Шампионат | Шампионат | Шампионат  | Национална купа |   |
| Сезон     | Дивизия             | М         | П         | З         | Геймове   | Г.съотн.  | Точки     | Т.съотно. | Т         | Класиране  | Национална купа |   |
| --------- | ------------------- | --------- | --------- | --------- | --------- | --------- | --------- | --------- | --------- | ---------- | --------------- | - |
| 2010 – 11 | ДП „А“ Елитна група | -         | -         | -         | -         | -         | -         | -         | -         |            | -               |   |
| 2011 – 12 | ДП „А“ Елитна група | -         | -         | -         | -         | -         | -         | -         | -         |            | -               |   |
| 2012 – 13 | „А“ НВГ             | -         | -         | -         | -         | -         | -         | -         | -         |            | -               |   |
| 2013 – 14 | „А“ НВГ             | -         | -         | -         | -         | -         | -         | -         | -         |            | -               |   |
| 2014 – 15 | „А“ НВГ             | -         | -         | -         | -         | -         | -         | -         | -         | II място   | -               |   |
| 2015 – 16 | Висша лига          | 18        | 5         | 13        | 21:40     | 0.5250    | 1250:1322 | 0.9455    | 16        | VIII място | -               |   |
| 2016 – 17 | Висша лига          | 12        | 2         | 10        | 9:31      | 0.2903    | 753:966   | 0.7795    | 7         | VII място  | -               |   |
| 2017 – 18 | Висша лига          | 12        | 6         | 6         | 24:23     | 1.0435    | 1055:1014 | 1.0404    | 18        | IV място   | -               |   |
| 2018 – 19 | Висша лига          | 14        | 7         | 7         | 31:26     | 1.1923    | 1228:1203 | 1.0208    | 24        | IV място   | -               |   |
| 2019 – 20 | Висша лига          | 18        | -         | -         | -         | -         | -         | -         | -         | III място  | -               |   |
| 2020 – 21 | Висша лига          | 14        | 8         | 6         | 28:30     | 0.9333    | 1228:1236 | 0.9935    | 20        | IV място   | 1/8 финал       | - |
| 2021 – 22 | Висша лига          | 14        | 10        | 4         | 33:17     | 1.9412    | 1162:1044 | 1.1130    | 30        | III място  | -               |   |